# 남자 3000m 달리기 세계 기록 추이

## IAAF 이전 시절, 1912년까지
| 기록       | 차이 | 선수                | 국적   | 날짜       | 대회명 | 장소              | 주석 및 기타 |
| 9분 02초 4 |      | 루이 드 플뢰락      | 프랑스 | 1904-06-19 |        | 프랑스 파리       |              |
| 8분 55초 0 |      | 에드워드 달         | 스웨덴 | 1907-10-27 |        | 스웨덴 노르셰핑   |              |
| 8분 54초0  |      | 욘 스반베르그       | 스웨덴 | 1908-08-21 |        | 스웨덴 스톡홀름   |              |
| 8분 49초 6 |      | 장 부앵             | 프랑스 | 1911-06-11 |        | 프랑스 콜롱브     |              |
| 8분 48초 5 |      | 한네스 콜레흐마이넨 | 핀란드 | 1911-09-24 |        | 핀란드 오울룬킬래 |              |
| 8분 46초 6 |      | 브롤 포크           | 스웨덴 | 1912-05-24 |        | 스웨덴 스톡홀름   |              |

## IAAF 시절, 1912년 이후
| 기록        | 차이 | 선수              | 국적     | 날짜       | 대회명 | 장소                | 주석 및 기타 |
| 8분 36초 8  |      | 하네스 콜레마이넨 | 핀란드   | 1912-07-12 |        | 스웨덴 스톡홀름     |              |
| 8분 33초 2  |      | 존 잰더           | 스웨덴   | 1918-08-07 |        | 스웨덴 스톡홀름     |              |
| 8분 28초 6  |      | 파보 누르미       | 핀란드   | 1922-08-27 |        | 핀란드 투르쿠       |              |
| 8분 27초6   |      | 에드빈 와이드     | 스웨덴   | 1925-06-07 |        | 스웨덴 할스테드     |              |
| 8분 25초 4  |      | 파보 누르미       | 핀란드   | 1926-05-24 |        | 독일 베를린         |              |
| 8분 20초 4  |      | 파보 누르미       | 핀란드   | 1926-07-13 |        | 스웨덴 스톡홀름     |              |
| 8분 18초 8  |      | 야누시 쿠소친스키 | 폴란드   | 1932-06-19 |        | 벨기에 안트베르펜   |              |
| 8분 18초 4  |      | 헨리 닐슨         | 덴마크   | 1934-07-24 |        | 스웨덴 스톡홀름     |              |
| 8분 14초 8  |      | 군나르 회케르트   | 핀란드   | 1936-09-16 |        | 스웨덴 스톡홀름     |              |
| 8분 09초0   |      | 헨리 존슨         | 스웨덴   | 1940-08-14 |        | 스웨덴 스톡홀름     |              |
| 8분 01초 2  |      | 건데르 해그       | 스웨덴   | 1942-08-28 |        | 스웨덴 스톡홀름     |              |
| 7분 58초 8  |      | 가스통 레프       | 벨기에   | 1949-08-12 |        | 스웨덴 예블레       |              |
| 7분 55초 6  |      | 산도르 이하로스   | 헝가리   | 1955-05-14 |        | 헝가리 부다페스트   |              |
| 7분 55초 6  |      | 고든 피리         | 잉글랜드 | 1956-06-22 |        | 노르웨이 트론헤임   |              |
| 7분 52초 8  |      | 고든 피리         | 영국     | 1956-09-04 |        | 스웨덴 말뫼         |              |
| 7분 49초 2  |      | 미셸 자지         | 프랑스   | 1962-06-27 |        | 프랑스 생모르데포세 |              |
| 7분 49초 0+ |      | 미셸 자지         | 프랑스   | 1965-06-23 |        | 프랑스 믈룅         |              |
| 7분 46초 0  |      | 지그프리드 헤르만 | 동독     | 1965-08-05 |        | 동독 에르푸르트     |              |
| 7분 39초 6  |      | 킵 케이노         | 케냐     | 1965-08-27 |        | 스웨덴 헬싱보리     |              |
| 7분 37초 6  |      | 에미엘 푸테만스   | 벨기에   | 1972-09-14 |        | 덴마크 오르후스     |              |
| 7분 35초 2  |      | 브렌단 포스터     | 영국     | 1974-08-03 |        | 영국 게이츠헤드     |              |
| 7분 32초 1  |      | 헨리 로노         | 케냐     | 1978-06-27 |        | 노르웨이 오슬로     |              |
| 7분 29초 45 |      | 사이드 아우이타   | 모로코   | 1989-08-20 |        | 동독 쾰른           |              |
| 7분 28초 96 |      | 모세스 키프타누이 | 케냐     | 1992-08-16 |        | 독일 쾰른           |              |
| 7분 25초11  |      | 누레딘 모르셀리   | 알제리   | 1994-08-02 |        | 모나코 몬테카를로   |              |
| 7분 20초 67 |      | 다니엘 코멘       | 케냐     | 1996-09-01 |        | 이탈리아 리에티     | [ 1 ]        |

(+) 표시가 있는 것은 더 긴 거리의 경주의 소요 시간을 가리킴
100분의 1초 자동시간은 IAAF가 1981년 초부터 10,000m 이상 경기에 도입하였다.

## 같이 보기
- 여자 3000m 달리기 세계 기록 추이
- 남자 3000m 달리기 대한민국 기록 추이
- 여자 3000m 달리기 대한민국 기록 추이